# Oedignatha retusa
Oedignatha retusa är en spindelart som beskrevs av Simon 1897. Oedignatha retusa ingår i släktet Oedignatha och familjen flinkspindlar.
Artens utbredningsområde är Sri Lanka. Inga underarter finns listade i Catalogue of Life.